# Carex asturica
Carex asturica är en halvgräsart som beskrevs av Pierre Edmond Boissier. Carex asturica ingår i släktet starrar, och familjen halvgräs. Inga underarter finns listade i Catalogue of Life.